# Visim (plaats)
Visim (Russisch: Висим) is een nederzetting met stedelijk karakter in het gemeentelijk district Prigorodny van de Russische oblast Sverdlovsk. De plaats ligt aan de rivier de Mezjevaja Oetka (zijrivier van de Tsjoesovaja) op 53 kilometer ten zuidwesten van Nizjni Tagil en 185 kilometer ten noordwesten van Jekaterinenburg.
Rond 1741 bouwden oudgelovigen onder leiding van mijnbouwmagnaat Akinfi Demidov hier een metallurgische fabriek (ijzersmelterij en ijzerverwerking) aan de rivier de Sjajtanka (zijrivier van de Mezjevaja Oetka). Er kwamen veel mensen uit de regio's rond Toela en Tsjernigov en uit het Russische noorden naar de plaats. De fabriek sloot in 1907. Eind 19e eeuw woonden er 2.817 mensen, in 1969 4.600 mensen (volgens de Grote Sovjet Encyclopedie) en bij de volkstelling van 2002 1.727 mensen.
In de plaats bevinden zich een steenfabriek en een broodfabriek.
Visim is de geboorteplaats van de Russische schrijver Dmitri Mamin-Sibirjak. In zijn tijd bestond het dorp uit drie "uiteinden"; Kerzjazjki, Chochlatski en Toeljatski, waarvan de bewoners zich van elkaar onderscheidden. Hiervan zijn nog een aantal huizen bewaard gebleven.